# Destination Anywhere: The Film
Destination Anywhere: The Film é um filme americano de média-metragem dirigido por Mark Pellington, inspirado pelas canções e temas do álbum Destination Anywhere, segundo disco solo do cantor, guitarrista e compositor Jon Bon Jovi. O filme conta com o próprio Bon Jovi e Demi Moore no papel de um casal jovem que luta contra o alcoolismo e a morte de seu filho. Sua estreia foi nos canais musicais MTV e VH1 em 16 de junho de 1997, e foi lançado em DVD em 11 de abril de 2005 e inclui cinco videoclipes promocionais e a faixa "It's Just Me" também apresentada na íntegra durante o filme. O filme também é estrelado por Kevin Bacon, Whoopi Goldberg e Annabella Sciorra.

## Sinopse
Destination Anywhere é um filme noir contemporâneo, situado nas ruas de um bairro corajoso, contudo colorido Manhattan. Jon Bon Jovi estrela como Jon, um homem fugindo de sua casa, suas dívidas de jogo, e seu casamento. Ele é chamado de volta para Nova York para lidar com sua esposa emocionalmente distante, Janie, uma enfermeira das urgências que nunca recuperou totalmente da morte por acidente de trânsito de seu único filho há vários anos. Jon retorna ao caos, Janie está fora de controle e suas dívidas causaram sua vida estar em perigo. Ele se esforça para lidar com os problemas em casa, mas construiu paredes que são muito grossas para penetrar e os problemas só escalam entre Jon e Janie. Quando um bebê abandonado é encontrado em uma caçamba de lixo e levado para o hospital onde trabalha Janie, uma série de eventos é posta em movimento que obriga o casal a reavaliar os termos de seu amor, responsabilidade e compromisso com o outro.

## Elenco
- Jon Bon Jovi como Jon
- Demi Moore como Janie
- Annabella Sciorra como Dorothy
- Kevin Bacon como Mike
- Whoopi Goldberg como Cabbie

## Trilha sonora
A trilha sonora foi lançada em 1997 alcançando a #31 na The Billboard 200, e #6 no Top Canadian albums e #2 no UK Albums Chart
| N.º | Título                                              | Música | Duração |  |
| 1.  | "Queen of New Orleans"                              |        | 4:31    |  |
| 2.  | "Janie, Don't Take Your Love to Town"               |        | 5:18    |  |
| 3.  | "Midnight in Chelsea"                               |        | 4:58    |  |
| 4.  | "Ugly"                                              |        | 3:24    |  |
| 5.  | "Staring at Your Window with a Suitcase in My Hand" |        | 4:26    |  |
| 6.  | "Every Word Was a Piece of My Heart"                |        | 5:16    |  |
| 7.  | "It's Just Me"                                      |        | 6:44    |  |
| 8.  | "Destination Anywhere"                              |        | 4:56    |  |
| 9.  | "Learning How to Fall"                              |        | 4:04    |  |
| 10. | "Naked"                                             |        | 4:42    |  |
| 11. | "Little City"                                       |        | 4:58    |  |
| 12. | "August 7, 4:15"                                    |        | 4:59    |  |
| 13. | "Cold Hard Heart"                                   |        | 4:42    |  |

## Conteúdo
- "Destination Anywhere" Film

- "Destination Anywhere"

Kit de Imprensa Eletrônico para o álbum. 

Dirigido por Bruce Weber 

A Little Bear Production
- "Midnight In Chelsea" Music Video

Diretor: Wayne Isham
- "Janie, Don't Take Your Love To Town" Promo Video (apenas na versão DVD)

Diretor: Mark Pellington
- "Ugly" Promo Video (apenas na versão DVD)

Diretor: Mark Pellington
- "Queen Of New Orleans" Promo Video (apenas na versão DVD)

Diretor: Mark Pellington
- "Staring At Your Window With A Suitcase In My Hand" Promo Video (apenas na versão DVD - vídeo escondido visível somente com a função "Play All")

Diretor: Mark Pellington

## Disponível nos seguintes formatos
- VHS
- Video CD
- DVD

## Bônus do DVD
- Vídeos promocionais para "Queen of New Orleans", "Janie, Don't Take Your Love To Town", "Ugly" e "Staring At Your Window With A Suitcase In My Hand", inédito na versão VHS.
- Remasterizado digitalmente a imagem e o som.
- DTS 5.1 Surround Sound.